# Fahád Muválad
Fahád Muválad (arabsky فهد المولد‎; * 14. září 1994) je saúdskoarabský fotbalista hrající na postu záložníka, který v současnosti hraje za saúdskoarabský klub Al Ittihad FC.